# The National
The National — американская инди-рок-группа, сформированная в 1999 году в Нью-Йорке музыкантами из Цинциннати (Огайо).

## История
Ради участия в проекте будущим музыкантам пришлось бросить работу. Первый самостоятельный альбом The National был выпущен под лейблом Brassland Records, принадлежащем братьям Десснерам и Алеку Беймсу. Музыканты дали несколько концертов в поддержку готовящегося альбома. За ним последовал второй альбом — Sad Songs for Dirty Lovers. В 2005 группа стала записываться под новым лейблом — Beggars Banquet Records — и выпустила альбом Alligator. 22 мая 2007 года вышел альбом Boxer, в записи которого принимали участие приглашённые музыканты. 10 мая 2010 года состоялся выпуск альбома High Violet, ставшего коммерчески наиболее успешным альбомом группы.

## Оценки
Анализируя альбом Sad Songs for Dirty Lovers, Тим ДиГравина в своём обзоре на сайте AllMusic отмечает множественное влияние, отразившееся на музыкальном стиле группы. Если в более ранних работах, по словам критика, The National сравнивали с Joy Division, Леонардом Коэном, Interpol, Wilco, Depeche Mode, Radiohead и Nick Cave & the Bad Seed, то на Sad Songs for Dirty Lovers ощущается влияние таких групп, как The Czars, Uncle Tupelo, Tindersticks, Cousteau, Red House Painters и The Shins, и «даже если The National не обладают мастерством в каком-то отдельном жанре, тем не менее они создают тончайшую амальгаму».
По мнению обозревателя The New York Times Николаса Давидоффа, особенность музыки группы проистекает из очевидного недостатка — классическому баритону со звучным меланхоличным тембром Мэтта Бернингера не хватает диапазона, и группа нашла решение в создании изменчивых инструментальных форм и красок, которые, сливаясь с голосом вокалиста, делают его текстуру глубже, а композиции наполняют эмоциональной напряжённостью.
Тексты песен The National описывают как «мрачные, меланхоличные и трудные для интерпретации».

## Дискография
Альбомы

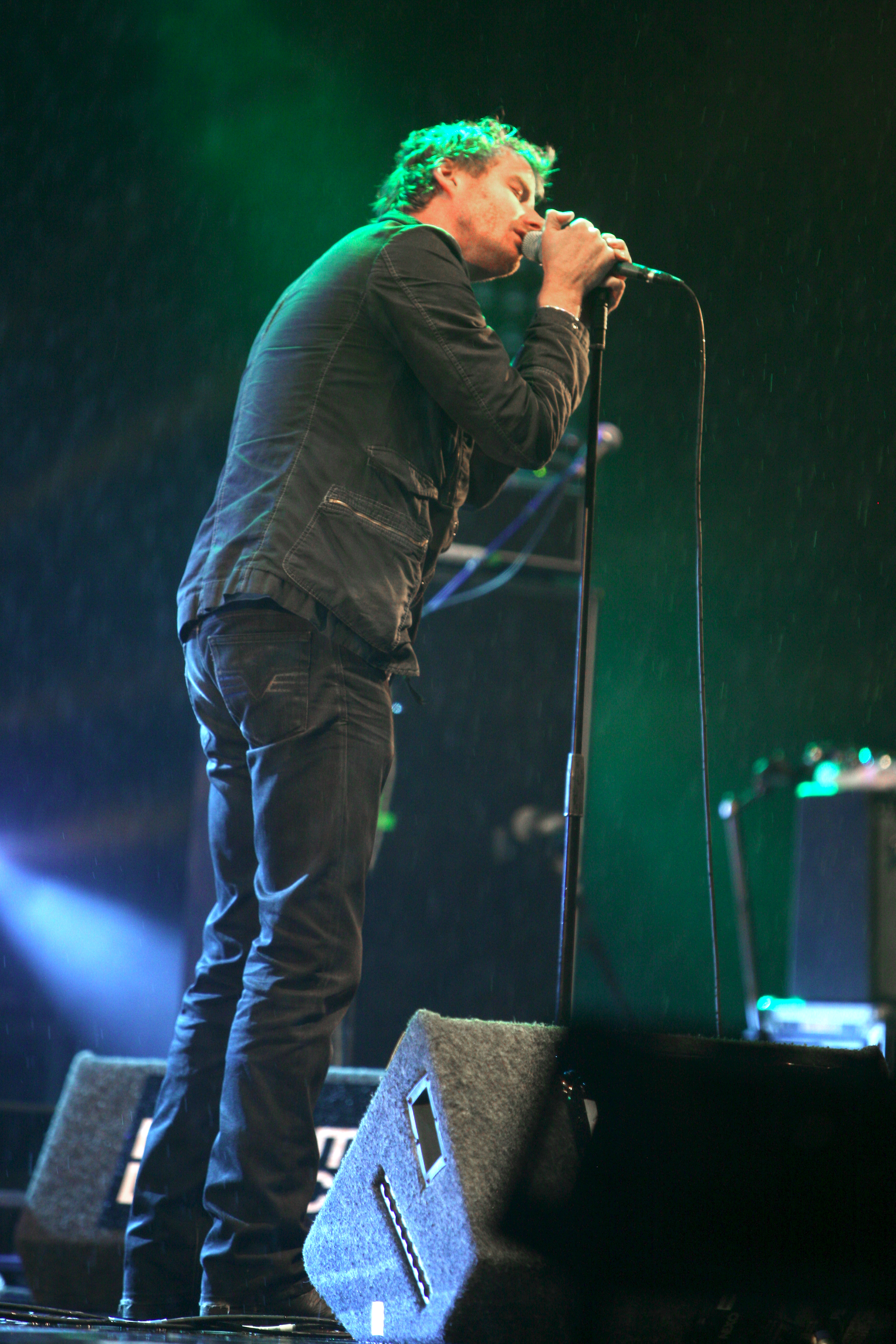
Мэтт Бернингер

- The Natinal (30 октября 2001 года)
- Sad Songs for Dirty Lovers' (2 сентября 2003 года)
- Alligator (12 апреля 2005 года)
- Boxer (22 мая 2007 года)
- High Violet (10 мая 2010 года)
- Trouble Will Find Me (20 мая 2013 года)[4]
- Sleep Well Beast (8 сентября 2017 года)
- I Am Easy to Find (17 мая 2019 года)
- First Two Pages of Frankenstein'(28 апреля 2023 года)
- Laugh Track (18 сентября 2023 года)[5]

EP
- Cherry Tree (Brassland Records, 20 июля 2004 года)
- The Virginia (Beggars Banquet Records, 20 мая 2008 года)
- Abel (Beggars Banquet Records, 14 марта 2005 года)

Синглы
- Lit Up (Beggars Banquet Record, 14 марта 2005 года)
- Secret Meeting (Beggars Banquet Records, 29 августа 2005 года — выпущен в цифровом виде)
- Abel (Beggars Banquet Records, 14 ноября 2005 года)
- Mistaken For Strangers (Beggars Banquet Records, 30 ноября 2007 года)
- Apartment Story (Beggars Banquet Records, 15 октября 2007 года)
- Bloodbuzz Ohio (4AD, 3 мая 2010 года)
- Anyone’s Ghost (4AD, 28 июня 2010 года)
- Terrible Love (4AD, 22 ноября 2010 года)
- Think You Can Wait (22 марта 2011 года)
- Conversation 16 (4AD, 29 марта 2011 года)
- Exile Vilify (19 апреля 2011 года)
- Demons (8 апреля 2013 года)
- I Need My Girl (4 февраля 2014 года)
- Sunshine on My Back (2 апреля 2015 года)
- The System Only Dreams in Total Darkness (10 мая 2017 года)

## Дополнительно
Концертные записи
- Itunes Festival: London 2010 (EP) (4AD Records, 20 июля 2010 года) — Сборник песен с нескольких альбомов группы, записанный вживую во время выступления на Itunes Festival: London 2010.
- Boxer (Live in Brussels) (4AD Records, 21 апреля 2018 года) — альбом был записан во время выступления группы в Forest National недалеко от Брюсселя.
- A Lot Of Sorrow (4AD Records, 30 июня 2015 года) — в мае 2013 года вместе с Рагнаром Кьяртанссоном, был организован перформанс, получивший название «A Lot Of Sorrow» — группа на протяжении 6 часов играла свою песню «Sorrow» с альбома High Violet. После этого в июне уже 2015 года альбом был выпущен ограниченным изданием на виниле в виде комплектов из 9 пластинок.

Песни группы на альбомах других групп и в сборниках
- Ashamed of the Story I Told на альбоме «Ciao My Shining Star — The songs of Mark Mulcahy» (2009 год)
- So Far Around the Bend на альбоме «Dark Was the Night» (2009 год)
- Twenty Miles to N.H., Pt.2 на альбоме «If a Lot of Bands Play in the Woods (Original Album and Covers/Remix Album)» (2011 год)
- Peggy-O и Morning Dew на альбоме каверов группы «Day of the Dead» (2016 год)
- Le violin blanc de Monsieuer Soiris на альбоме «Souris Calle» (2018 год)

Гостевые записи
- coney island — вместе с Тейлор Свифт на её альбоме Evermore (2020 год)